# Фармакодинамика
Фармакодинамика е изучаването на биохимичните и физиологичните ефекти на лекарства върху тялото или тези на микроорганизми или паразити в или върху тялото, както и механизмите на действие на лекарството и връзката между концентрацията на лекарствата и техния ефект.  Доминиращ пример за отношенията лекарство-рецептор се моделира по следния начин:
{\displaystyle L+R\ \rightleftharpoons \ L\!\cdot \!R},
където L = лигант (лекарство), R = рецептор (място на прикрепване), реакционна динамика, която може да се изучава математически чрез карти, изобразяващи локацията и движението на термодинамична свободна енергия. Фармакодинамика често се разглежда обобщено, както изучаването на това, което медикаментът прави с тялото, докато фармакокинетика е изучаването на това, което тялото прави като реакция на лекарствените препарати. Понякога фармакодиманиката е абревиирана като „ФД“, а фармакокинетиката като „ФК“, в английски „PD“, pharmacodynamics и „PK“, pharmacokinetics и съответно PK/PD модели.